# Kukań
Kukań – wieś w północno-zachodniej Polsce, położona w województwie zachodniopomorskim, w powiecie gryfickim, w gminie Gryfice.
W latach 1946–1998 miejscowość administracyjnie należała do województwa szczecińskiego.
Według danych z 1 stycznia 2011 roku wieś liczyła 137 mieszkańców. 
Gmina Gryfice utworzyła jednostkę pomocniczą – "Sołectwo Kukań", które obejmuje miejscowości: Kukań, Krakowice i Wołczyno. Organem uchwałodawczym sołectwa jest zebranie wiejskie, na którym mieszkańcy wybierają sołtysa. Działalność sołtysa wspomaga jest rada sołecka, która liczy od 3 do 7 osób – w zależności jak ustali wyborcze zebranie wiejskie.